# The world won't listen
The world won't listen is het tweede verzamelalbum van de Britse alternatieve rockgroep The Smiths. Het album werd op 23 februari 1987 uitgebracht door Rough Trade Records en bestaat uit de A- en B-kanten van singles uit de jaren 1984-1986, inclusief de afgekeurde singles You just haven't earned it yet baby en There is a light that never goes out. Het album bereikte de tweede plaats op de UK Albums Chart. Ruim een maand later verscheen Louder than bombs, een uitgebreider verzamelalbum voor het Amerikaanse publiek.

## Nummers
Alle muziek en teksten zijn geschreven door Morrissey en Johnny Marr m.u.v. Golden Lights, geschreven door Twinkle en Oscillate Wildly, geschreven door Johnny Marr. 
| Nr. | Titel                                                                                   | Duur |
| --- | --------------------------------------------------------------------------------------- | ---- |
| 1.  | Panic (A-kant single)                                                                   | 2:21 |
| 2.  | Ask (remix van A-kant single)                                                           | 3:15 |
| 3.  | London (B-kant van Shoplifters of the world unite)                                      | 2:07 |
| 4.  | Bigmouth strikes again (A-kant single)                                                  | 3:13 |
| 5.  | Shakespeare's sister (A-kant single)                                                    | 2:08 |
| 6.  | There is a light that never goes out (A-kant geschrapte single)                         | 4:05 |
| 7.  | Shoplifters of the world unite (A-kant single)                                          | 2:58 |
| 8.  | The boy with the thorn in his side (A-kant single)                                      | 3:16 |
| 9.  | Money changes everything (B-kant van Bigmouth strikes again – alleen op CD en cassette) | 4:43 |
| 10. | Asleep (B-kant van The boy with the thorn in his side)                                  | 4:10 |
| 11. | Unloveable (B-kant van Bigmouth strikes again)                                          | 3:56 |
| 12. | Half a person (B-kant van Shoplifters of the world Unite)                               | 3:36 |
| 13. | Stretch out and wait (alternatieve versie B-kant van Shakespeare's sister)              | 2:45 |
| 14. | That joke isn't funny anymore (bewerkte A-kant single)                                  | 3:49 |
| 15. | Oscillate wildly (B-kant van How soon is now?)                                          | 3:26 |
| 16. | You just haven't earned it yet, baby (Britse mix A-kant geschrapte single)              | 3:32 |
| 17. | Rubber ring (B-kant van of The boy with the thorn in his side)                          | 3:48 |

| Nr. | Titel                          | Duur |
| --- | ------------------------------ | ---- |
| 18. | Golden lights (B-kant van Ask) | 2:40 |

## Bezetting

### The Smiths
- Morrissey – zang
- Johnny Marr – gitaar, keyboard, basgitaar op Golden lights
- Andy Rourke – basgitaar, cello op Shakespeare's sister en Oscillate wildly
- Mike Joyce – drumstel
- Craig Gannon – slaggitaar op Panic, Ask, London, Half a person, You just haven't earned it yet, baby en Golden lights

### Additioneel
- Kirsty MacColl – achtergrondzang op Ask en Golden lights
- John Porter – drummachine on Golden lights
- Stephen Street –  additionele programmering drummachine op London

### Productie
- Johnny Marr – producent (track 7)
- Johnny Marr, Morrissey and Stephen Street – producenten (track, 12)
- Morrissey en Johnny Marr – producenten (tracks 4, 6, 10–11, 17)
- John Porter – producent (tracks 1–2, 9, 16, 18)
- The Smiths – producenten (tracks 5, 8, 13–15)